# روی بلانت

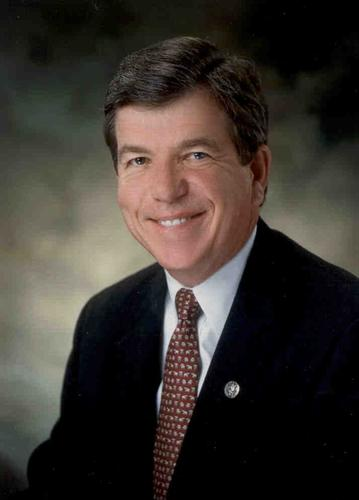

روی بلان (به انگلیسی: Roy Blunt) (زادهٔ ۱۰ ژانویه ۱۹۵۰) سناتور ایالت میزوری در سنای ایالات متحده آمریکا است که برای نخستین‌بار در ۳ ژانویه ۲۰۱۱ به‌عضویت این مجلس درآمد. وی در زمرهٔ سناتورهای گروه سوم است که به‌مدت ۶ سال در سنا حضور دارند و تا تاریخ ۳ ژانویه ۲۰۱۷ در این مجلس خواهد بود.